# Glomerella cingulata
Glomerella cingulata è un fungo ascomicete parassita delle piante. Il suo stadio anamorfo è conosciuto come Colletotrichum gloeosporioides.